# 利水
利水（りすい）とは、河川や河川に伴う遊水地、湖沼などから水を引き、その水を利用すること。

## 日本における利水
1964年（昭和39年）に制定された新河川法において、水系一貫管理制度が導入され、治水、利水の体系的・総合的な整備の制度が図られるようになった。なお、その後、1997年（平成9年）に新たに河川法が改正された際には、治水・利水に加え、日本の多様な生態系に寄与する河川の重要性や地域の人々の意向を河川の整備に反映するべく、「環境」も位置づけられることになり、治水・利水・環境の総合的な河川制度の整備が図られるようになった。